# Denis Raisin Dadre
Pour les articles homonymes, voir Raisin (homonymie).
Denis Raisin Dadre (né le 25 juillet 1956 à Vaux-sur-Mer) est un joueur de flûte à bec et d'anches français spécialisé dans la musique de la Renaissance.

## Biographie
Fils d'un pasteur cévenol, il étudie d'abord la musicologie à Lyon, mais également la flûte à bec avec Gabriel Garrido à Genève, puis le hautbois et les instruments à anches de la Renaissance à Paris. Après l'obtention d'une licence de musicologie, il réussit des C.A. de Musiques Anciennes et de Flûte à bec.
Dès 1981, il amorce une carrière d'instrumentiste dans diverses formations orchestrales et de chambre, où il se produit à l'occasion comme soliste.
Il fonde en 1990 l'ensemble Doulce mémoire, spécialisé dans la musique de la Renaissance.
Il est aussi professeur au département de musiques anciennes du conservatoire à rayonnement régional de Tours. 
En 2019, Denis Raisin Dadre est promu au grade d'Officier des Arts et des Lettres par le ministère de la Culture.

## Discographie

### Avec I Dilettanti
- Vicenzo Ruffo - L'intégrale des Capricci in musica a tre voci - Milan 1564  (par les ensembles instrumentaux I Dilettanti, Sweet Musicke et Dulzainas)

### Avec Doulce Mémoire
- Claude Le Jeune - Le Printemps
- Verdelot / Ganassi - Madrigali Diminuiti
- François Ier, musiques d'un règne
- Chansonnettes frisquettes, joliettes & godinettes
- Antonio de Cabezón - Obras de Musica
- La Porte de Félicité
- L'Italie renaissance
- Antoine de Févin - Requiem d'Anne de Bretagne
- Pierre Attaingnant - Que je chatoulle ta fossette
- Laudes
- Du Caurroy - Requiem des Rois de France & Les Meslanges
- Le Concert secret des Dames de Ferrare
- Grand Bal à la Cour d’Henri IV
- Doulce Mémoire
- Du Caurroy – Les Meslanges
- Léonard de Vinci - "L'Harmonie du Monde"
- Morales - Office des Ténèbres
- Le Siècle du Titien
- Henri IV & Marie de Medicis - Messe de mariage
- Viva Napoli
- Requiem des Rois de France
- Lorenzo Il Magnifico - chants de carnaval
- Baldassar Castiglione - Il libro del Cortegiano
- Jacques Moderne - Fricassées lyonnaises
- Pierre Attaingnant - Chansons nouvelles & danceries